# Светионик (филм)
Светионик (енгл. The Lighthouse) је психолошки хорор филм из 2019. године у режији Роберта Егерса. Сценарио за филм су написали Роберт и његов брат Макс Егерс. Филм је настао у америчкој и канадској копродукцији. Главне улоге тумаче Вилем Дафо и Роберт Патинсон. Филм прати причу два чувара светионика који почињу да губе разум током олује која их изолује на острву. Филм је премијерно приказан 19. маја на 72. Канском филмском фестивалу, а у биоскопе је пуштен 18. октобра 2019. године. Номинован је за најбољу сценографију на 92. додели Оскара.

## Радња
Радња се дешава крајем 19. века. Ефраим Винслоу (Роберт Патинсон) долази на острво, да ради 4 недеље као помоћник Томаса Вејка (Вилем Дафо), који ради као светионичар. Првог дана свог боравка на острву Винслоу у свом мадрацу налази резбарију сирене коју одлучи да чува код себе. Почиње да има чудне визије и снове. У њима му се привиђају плутајућа дебла, хоботнице и сирене. Такође, примећује чудно понашање Томаса док се налази у соби са лампионом светионика.
Током наредних дана Томас тражи од Винслоуа да ради тешке послове попут ношења канти керозина или пуњења котлова. За све то време одбија да му дозволи да уђе у собу са лампионом. Како недеља пролази Винслоу често среће једнооког галеба који га напада. Томас упозорава Винслоуа да је лоша срећа убити морску птицу јер се у њима налазе душе мртвих морнара. Током једне вечери Томас и Винслоу постају отворенији у разговору. Сазнајемо да је Винслоу радио као дрвосеча у Канади пре него што је прихватио посао на острву и да је Томасов претходни помоћник изгубио разум и недуго затим умро.
Дан пре него што треба да напусти острво Винслоу убија галеба након што га овај нападне. Ту ноћ ветар мења правац и олуја задеси острво. Наредно јутро брод који је требало да одведе Винслоуа с острва не долази. Истог јутра Винслоу затиче тело сирене насукано на обали и након што она крене да вришти, Винслоу отрчи ка светионику. Тамо затиче Томаса који му каже да је велики део хране пропао због олује и открива му скривене залихе алкохола.
Како дани пролазе олуја се наставља и два човека проводе време бавећи се својим свакодневним дужностима и опијањем. Током једне од својих визија Винслоу у једној од замки за јастоге налази главу претходног Томасовог помоћника. Једне ноћи Винслоу открива да му је право име Томас Хауард и да је узео име од свог колеге кога је пустио да се удави у време кад је радио као дрвосеча у Канади. Винслоу покушава да побегне чамцем, који Томас уништава. Винслоу преиспитује свој разум након Томасовог убеђивања да је луд. Те ноћи олуја постаје толико јака да полупа прозоре на кући поред светионика у којој живе. У рушевинама Винслоу налази Томасов записник у којем је наведено да Винслоу не треба да буде плаћен за свој рад. Избија туча у којој Винслоу има многе визије, али успева да победи Томаса и закопа га живог у раку испред светионика. Томас успева да се ослободи и напада Винслоуа, који га овог пута убија. Винслоу се пење у собу са лампионом и након што погледа у светлост и пружи руку ка њој, вришти и пада низ степенице светионика. Последњи кадар филма је Винслоу испружен на стенама, док му галеби кљуцају рану на бедрима.

## Улоге
| Глумац          | Улога                       |
| --------------- | --------------------------- |
| Роберт Патинсон | Ефраим Винслоу/Томас Хауард |
| Вилем Дафо      | Томас Вејк                  |

## Продукција

### Настанак приче
Сценарио је првобитно био покушај адаптације недовршене приче Едгара Алана Поа од стране Робертовог брата Макса, али након што се Роберт укључио, одлучили су да направе оригиналан сценарио. За писање сценарија истраживали су списе правих светионичара са краја 19. века. 

### Снимање
Од почетка продукције Роберт Егерс је знао да жели да филм буде црно-бео и да буде у формату слике 1.19:1. Директор фотографије Светионика наводи: „Идеја широког екрана долази тек 1950-их, а ми смо хтели да одведемо публику још даље у прошлост”. Филм је снимљен на 35 mm филмској траци, на више локација у Канади. Снимање је било изразито тешко због забачених локација, лошег времена и компликованих начина снимања смишљених од стране Егерса. За потребе снимања је изграђен светионик висок 20 метара, који је према Егерсовим тврдњама могао да баца светост на удаљеност од 16 километара.

### Тематика
Филм користи разне митолошке и библијске мотиве у сврху приближавање својих порука. Најочигледнија је сличност са Митом о Прометеју. Филм такође улази дубоко у психу својих ликова и Егерс се надао да би ово био филм „током којег би и Јунг и Фројд енергично јели кокице”. Филм се такође бави и алкохолизмом.

## Пријем

### Зарада
До 19. фебруара 2020. године филм је зарадио 10.867.104 долара у Сједињеним Америчким Државама и 7.734.847 долара у остатку света.

### Критике
Критике филма су већином позитивне. Највеће похвале је добила режија Роберта Егерса и сценографија филма, као и глума Вилема Дафоа и Роберта Патинсона. Овен Глајберман у часопису Варајети описује Светионик као „мрачно узбудљив” и хвали Егерсову способност „да вас затвори у грозницу оног што се дешава на екрану”. Роби Колин из Дејли Телеграфа је дао филму највишу оцену, називајући Дафоову глуму „невероватном”, и поредећи Патинсона у овом филму са Данијелем Деј-Луисом у филму Биће крви. Филм описује као „нешто од чега ће вам звонити и глава и душа”.